# آرثر سوليفان (عسكري)
آرثر سوليفان (بالأيرلندية: Art Piaras Ó Súilleabháin) هو عسكري أسترالي، ولد في 27 نوفمبر 1896 في Crystal Brook, South Australia ‏ في أستراليا، وتوفي في 9 أبريل 1937 في مدينة وستمنستر في المملكة المتحدة.